# Юлий Даниел
Юлий Маркович Даниел (на руски: Ю́лий Ма́ркович Даниэ́ль) с псевдоним Николай Аржак е съветски прозаик и поет, преводач, дисидент и политически затворник.

## Биография

### Ранен живот
Роден е на 15 ноември 1925 г. в семейството на еврейския писател и драматург Марк Даниел. Майка му е библиотечна служителка. Учи в Москва, а през евакуацията – в Сталинградска област. След завършването на 10-и клас е призован в армията през февруари 1943 г. От есента на 1943 до август 1944 г. е на фронта като телефонист в телефонно-кабелна рота. След тежко раняване е демобилизиран. Получава ордени и медали: „За храброст“, „Отечествена война“ I степен и др. 
През 1946 г. постъпва във филологическия факултет на Харковския университет, а по-късно се премества в Москва и завършва филологическия факултет на Московския регионален педагогически институт. Работи като учител по руски език и литература в Калужка област и в московско училище до 1955 г. Същевременно превежда на руски поезия на народите на СССР. От 1955 г. е професионален поет-преводач.
От 1958 г. издава романи и разкази в чужбина под псевдонима Николай Аржак.

### Арест и затвор
През 1965 г. е арестуван заедно с Андрей Синявски (процесът Синявски – Даниел) по обвинение в антисъветска дейност. И двамата не се признават за виновни и защитават правото си на свобода на изразяване – въпреки съзнанието, че ще бъдат вкарани в затвор за дълги години. В последната си дума Даниел казва: „... Вярвам, че всички членове на обществото са отговорни за това, което се случва, всеки поотделно и всички заедно“; схващането му за лична отговорност е в рязък контраст с наложената колективност. Счита се, че случаят Синявски – Даниел има необратими последици, бележи края на хрушчовското размразяване и от него започва дисидентското движение в Русия. Започва гласно изразяване на несъгласия с политиката на управляващия елит вместо дотогавашното мълчаливото неучастие, неподдържане на официалната идеологическа доктрина, което дотогава се приемало като норма на благоприличие. В Русия се организират акции в тяхна подкрепа, например на 5 декември 1965 г. е проведен голям митинг в Москва, пишат се писма – знак за ново състояние на обществото, макар и в лицето на малцина. По-късно Даниел споделя, че ако са знаели за този голям резонанс, това би било безценна морална подкрепа за тях.
През февруари 1966 г. са осъдени: Синявски на 7, а Даниел на 5 години. Излежава ги изцяло, в затвори и лагери. През 1967 г. Андрей Сахаров се обръща с призив директно към Юрий Андропов, но въпреки отговора, че и Даниел, и Синявски ще бъдат освободени при обща амнистия за 50-годишнината от Октомврийската революция, това не става за политическите затворници. И в затвора Юлий Даниел не съжалява за постъпките си и не се отмята от принципите си. „Предположението, че моите литературни и други възгледи могат да бъдат опровергани по този начин, – казва той – е унизително. Наистина, понякога имам желание сериозно да говоря с някой умен човек, който е на противоположни позиции, само че наистина умен. Трябва да има такива! Но засега не съм ги срещал. В затвора Даниел пише поезия, чете я на своите близки, които три пъти годишно имат право да го посещават: те научават стиховете наизуст и впоследствие ги записват.
След освобождаването му през 1970 г. е въдворен в Калуга (две години), работи в завод като товарач.

### Късни години
Юлий Даниел трудно успява да се върне в Москва, вече с разклатено здраве; там заживява с втората си жена и доведения син. Все още под наблюдение на службите, той се препитава с преводи под псевдоними: Юрий Петров и др., но отхвърля категорично евентуален живот в чужбина, какъвто избира приятелят му Синявски.
Умира на 30 декември 1988 г. Погребан е на Ваганковското гробище. За погребението му от Франция пристигат Андрей Синявски и съпругата му Мария Розанова, получили специално разрешение.
С постановление на Президиума на Върховния съд на Руската федерация от 1991 г. присъдата над Синявски и Даниел е отменена и производственото дело прекратено поради отсъствие на престъпление в техните действия.

### Семейство
През 1950 г. сключва брак с Лариса Богораз, също студентка в Харковския университет, която го завършва и се преместват в Москва. Имат син, Александър Юлиевич Даниел. Лариса Богораз изиграва голяма роля след арестите и процеса срещу Даниел и Синявски за организиране на протести. Тогава започва нейната дейност като защитник на човешките права. През 1968 г. тя организира протест на Червения площад срещу съветското нахлуване в Чехословакия, арестувана е и осъдена на 4 години в Сибир. Когато съпругът ѝ е освободен през 1970 г., тя все още е в Сибир. По-късно те се развеждат.
Втората съпруга на Юлий Даниел е театралният експерт Ирина Уварова.

## Творчество

### Проза
- „Говори Москва“ (Говорит Москва)[11] е повест антиутопия, издадена през 1962 г. във Вашингтон, под псевдонима Николай Аржак. Разказва за въвеждането в СССР, с Указ на Президиума на Върховния съвет, на Ден на отворените убийства и за реакцията на обществото като цяло и на отделните хора към този чудовищен „празник“. На обвиненията по време на процеса, че с тази ужасна измислица е оклеветил страната, отговаря, че престъпленията по време на култа към личността са много по-страшни от всичко, което той и Синявски са написали. Идеята в повестта е, че убива не властта, а хората се убиват сами един друг, т.е. това е отново идеята за личната отговорност, гражданска, но лична.[5] Според някои това е най-важното за руската проза от средата на XX век произведение на Ю. Даниел и най-характерно за него.[1]

- „Ръце“ (Руки), разказ, издаден за пръв път в Париж на полски език през 1961 г., а през 1963 г. във Вашингтон на руски език; Николай Аржак.[1]

- „МИНАП-ския човек“ (Человек из МИНАПа), разказ, издаден през 1963 г. на руски език във Вашингтон; Николай Аржак.[1]

- „Изкупление“ (Искупление), разказ, 1964 г. на руски език в Ню Йорк; Николай Аржак. В предговора към този разказ и към други негови текстове съветският емигрант в САЩ Б. Филипов го нарича „духовен наследник на идеите на Достоевски“ и „опитен литератор, крупен и разнообразен майстор на разказа“[1]

- Стихотворения от робството. Амстердам, 1971 г.

- Говори Москва: Проза, поезия, преводи. Москва, 1991. ISBN 5-239-01121-4

- „Я всё сбиваюсь на литературу…“ Письма из заключения. Стихи. Състав. А. Ю. Даниел. НИЦП Мемориал. Москва, Изд. Звенья, 2000. ISBN 5-239-01121-4 [12][13]

### Преводи
Основната част от преводите на Юлий Даниел са на творби на поети от XX век (финландски, латвийски, арменски и др.). На него принадлежат и талантливи преводи на световната поетична класика (Уолтър Скот, Уилям Уърдсуърт, Виктор Юго, Теофил Готие, Бодлер, Аделберт фон Шамисо, Рамон дел Валие-Инклан, Федерико Гарсия Лорка и други), публикувани предимно под псевдонима Ю. Петров. Преводи от Аполинер (Избрани текстове. М, Книга, 1985) поради цензурата от този период, авторът е принуден да подпише с името на Булат Окуджава (по договорка с Окуджава, който по-късно разказва за това). Преводи на стихове от Книгата на песните на Умберто Саба са публикувани под името Д. Самойлов.